# Agamyxis albomaculatus
Agamyxis albomaculatus är en fiskart som först beskrevs av Peters, 1877.  Agamyxis albomaculatus ingår i släktet Agamyxis och familjen Doradidae. Inga underarter finns listade i Catalogue of Life.